# Crash van de Ekster
De crash van de Ekster was een vliegtuigongeluk van de PH-APE, genaamd de Ekster, een Lockheed L-14 Super Electra van de Koninklijke Luchtvaart Maatschappij. Dit ongeluk kostte het leven van vier KLM-medewerkers.

## Verloop
Op vrijdagmorgen 9 december 1938 rond 11:15 steeg de Ekster op vanaf Schiphol. In het vliegtuig bevonden zich vier bemanningsleden van KLM. Deze vlucht was een lesvlucht: instructeur van der Sijde trainde piloot Schreij in het vliegen in ongunstige omstandigheden.
Kort na de start reduceerde van der Sijde het vermogen van de rechter motor en Schreij corrigeerde dit door het geven van tegen-rolroer. Door "zijdelingse aanblazing van het richtingsroer" ging dit echter naar rechts staan en Schreij kon dit niet tijdig opvangen. De daaropvolgende correcties zorgden ervoor dat de snelheid verlaagde. Waarschijnlijk trachtte van der Sijde om de rechter motor weer meer vermogen te geven, maar het was toen al te laat. Het vliegtuig kwam in een overtrek en kwam neer in een ondiepe sloot. Er brak direct brand uit. Alle bemanningsleden kwamen bij het ongeval om het leven.

## Het vliegtuig
De Lockheed L-14 Super Electra werd op 15 maart 1938 in Nederland ingeschreven als PH-APE. Op het moment van de crash had het vliegtuig 323 vlieguren gemaakt.

## Bemanning
De bemanning bestond uit:
- Een instructeur (van der Sijde)
- Een vlieger (Schreij)
- Een boordwerktuigkundige
- Een radio-telegrafist